# Gaspar Trizenieski
Gaspar Trizenieski foi um prelado católico romano que serviu como bispo auxiliar de Gniezno (1660–?).

## Biografia
No dia 30 de Agosto de 1660, Gaspar Trizenieski foi nomeado durante o papado de Alexandre VII como Bispo Auxiliar de Gniezno e Bispo Titular de Halmiros.  Em 1645, foi consagrado bispo por Zygmunt Czyżowski, Bispo Titular da Lacedaemonia, com Stefan Kazimierz Charbicki, Bispo Auxiliar de Lviv e Bispo Titular de Nicopolis ad Iaterum, e Stanisław Domaniewski, Bispo Titular de Margarita, servindo como co-consagradores.